# Огачі
Огачі (англ. Ohatchee) — місто (англ. town) в США, в окрузі Калгун штату Алабама. Населення — 1157 осіб (2020).

## Географія
Огачі розташоване за координатами 33°47′23″ пн. ш. 86°1′45″ зх. д. / 33.78972° пн. ш. 86.02917° зх. д. (33.789760, -86.029067).  За даними Бюро перепису населення США в 2010 році місто мало площу 15,39 км², з яких 15,29 км² — суходіл та 0,11 км² — водойми.

## Демографія
Згідно з переписом 2010 року, у місті мешкало 1170 осіб у 474 домогосподарствах у складі 361 родини. Густота населення становила 76 осіб/км².  Було 571 помешкання (37/км²).
Расовий склад населення:
| - 94,1 % — білих - 3,2 % — чорних або афроамериканців - 0,6 % — корінних американців |

До двох чи більше рас належало 2,1 %. Частка іспаномовних становила 0,6 % від усіх жителів.
За віковим діапазоном населення розподілялося таким чином: 21,1 % — особи молодші 18 років, 64,8 % — особи у віці 18—64 років, 14,1 % — особи у віці 65 років та старші. Медіана віку мешканця становила 44,4 року. На 100 осіб жіночої статі у місті припадало 105,3 чоловіків;  на 100 жінок у віці від 18 років та старших — 100,7 чоловіків також старших 18 років.
Середній дохід на одне домашнє господарство  становив 57 376 доларів США (медіана — 51 688), а середній дохід на одну сім'ю — 67 643 долари (медіана — 59 219). Медіана доходів становила 53 077 доларів для чоловіків та 35 769 доларів для жінок. За межею бідності перебувало 14,8 % осіб, у тому числі 15,5 % дітей у віці до 18 років та 6,7 % осіб у віці 65 років та старших.
Цивільне працевлаштоване населення становило 438 осіб. Основні галузі зайнятості: освіта, охорона здоров'я та соціальна допомога — 17,6 %, виробництво — 16,0 %, публічна адміністрація — 12,3 %, роздрібна торгівля — 9,8 %.